# Esther Duflo
Esther Duflo (Parigi, 25 ottobre 1972) è un'economista francese, insignita del Premio Nobel per l'economia nel 2019, insieme a Michael Kremer e a suo marito Abhijit Banerjee, per l'approccio sperimentale nella lotta alla povertà globale.
Docente di economia al Massachusetts Institute of Technology (MIT), è la seconda donna insignita di un premio Nobel per l'economia, nonché la persona più giovane a ricevere tale premio.
Oltre al suo incarico accademico, Duflo è co-fondatrice e co-direttrice dell'Abdul Latif Jameel Poverty Action Lab (J-PAL), un centro di ricerca basato sul MIT che promuove l'uso di studi randomizzati controllati nella valutazione delle politiche. A partire dal 2020, più di 400 milioni di persone sono state colpite da programmi testati da ricercatori affiliati a J-PAL.  Dal 2024, Duflo è anche presidente della Paris School of Economics insieme alla sua nomina al MIT.
Duflo è una ricercatrice associata del National Bureau of Economic Research (NBER), membro del consiglio di amministrazione del Bureau for Research and Economic Analysis of Development (BREAD), e il direttore del programma di economia dello sviluppo del Centre for Economic Policy Research. La sua ricerca si concentra sulla microeconomia dello sviluppo e abbraccia argomenti come il comportamento familiare, l'istruzione, l'inclusione finanziaria, l'economia politica, il genere, e la salute. Prima di ricevere il Premio Nobel per l'Economia, Duflo è stata insignita dell'Elaine Bennett Research Prize (2002) e della John Bates Clark Medal (2010) dall'American Economic Association.
Insieme ad Abhijit Banerjee, Duflo è coautore di Poor Economics e Good Economics for Hard Times, pubblicati rispettivamente nell'aprile 2011 e nel novembre 2019. Secondo l'Open Syllabus Project, Duflo è il settimo autore più frequentemente citato nei programmi universitari per i corsi di economia.

## Biografia
Nata a Parigi, il padre, Michel Duflo, era un professore di matematica e la madre, Violaine, una pediatra. La famiglia vive ad Asnières (Hauts-de-Seine). Durante l'infanzia, la madre viaggiava spesso facendo volontariato per una ONG umanitaria che forniva sostegno alle vittime infantili della guerra. Dopo aver studiato al Liceo Henri-IV, Duflo ha iniziato i suoi studi universitari presso l'École normale supérieure di Parigi, con l'idea di studiare storia. Nel suo secondo anno ha invece preso in considerazione una carriera nel servizio civile o in politica.

## Carriera
Ha trascorso dieci mesi a Mosca a partire dal 1993, insegnando il francese e lavorando a una tesi di storia che raccontava come l'Unione Sovietica "avesse usato i grandi cantieri, come la fabbrica di trattori di Stalingrado, per la propaganda e come i requisiti di propaganda cambiassero la forma dei progetti". A Mosca ha anche lavorato come assistente di ricerca per un economista francese poi collegato alla Banca Centrale di Russia e, separatamente, per Jeffrey Sachs, l'economista americano selezionato per consigliare il Ministero delle Finanze russo all'indomani del crollo dell'Unione Sovietica. L'esperienza la portò a concludere che "l'economia aveva un potenziale come leva d'azione nel mondo" e che poteva soddisfare le ambizioni accademiche mentre faceva "cose che contavano".
Si è laureata in storia ed economia all'École Normale Supérieure nel 1994 e ha conseguito un master presso DELTA (ora Paris School of Economics), in collaborazione con l'École des hautes études in sciences sociales e l'École Normale Supérieure nel 1995. Mentre era a Mosca, Duflo incontrò Thomas Piketty, che la incoraggiò a fare domanda per gli studi universitari al Massachusetts Institute of Technology.  Ha ottenuto l'ammissione al programma di dottorato in economia del MIT e si è iscritta insieme al suo allora fidanzato, Emmanuel Saez, nel 1995 dopo aver terminato il master. Il primo corso di economia dello sviluppo di Duflo fu co-insegnato da Abhijit Banerjee e Michael Kremer, con i quali avrebbe poi condiviso il Premio Nobel per le Scienze Economiche. Tra i suoi compagni di classe all'epoca ci sono diversi economisti dello sviluppo di spicco, tra cui Eliana La Ferrara, Asim Ijaz Khwaja e Jishnu Das. Ha conseguito il dottorato di ricerca in economia al MIT nel 1999, sotto la supervisione congiunta di Abhijit Banerjee e Joshua Angrist.
Dopo aver completato il dottorato di ricerca, con una tesi che ha sfruttato un esperimento naturale - un programma di espansione scolastica su larga scala in Indonesia - per studiare gli effetti dell'istruzione sui guadagni futuri, fornendo la prima prova causale che l'aumento della scolarizzazione migliora i guadagni più avanti nella vita,è stata nominata assistente professore di economia al MIT e da allora è stata al MIT con l'eccezione di un periodo alla Princeton University nel 2001-2002. È stata promossa professore associato nel 2002, a 29 anni, rendendola tra i membri più giovani della facoltà.

## La ricerca
Insieme a Michael Kremer, Abhijit Banerjee, Jeff Carpenter, John List e Sendhil Mullainathan, è una pioniera nello sviluppo di un certo tipo di esperimenti sul campo. Il suo metodo consiste nello studio di una domanda limitata e precisa, con un confronto tra un gruppo di controllo e un gruppo sperimentale, estratti a caso. Questi studi randomizzati controllati sono classici in biologia, ma più rari in economia. Sono diventati - in parte sotto la sua guida - molto più comuni nella disciplina. Sebbene non siano stati quasi mai menzionati in letteratura negli anni '80, il 10% degli articoli pubblicati nel 2016 menziona questi "studi randomizzati controllati" (RCT). Poiché questo tipo di esperimento è spesso considerato avere una buona validità interna, l'emergere di questi metodi è talvolta descritto come parte della controversa rivoluzione della credibilità, una rivoluzione in cui Esther Duflo sarebbe quindi uno dei principali attori.
Descrive il suo metodo di lavoro come "Davvero micro. I miei progetti si concentrano sempre su una domanda semplice e ordinata che ha a che fare con il modo in cui le persone reagiscono in un contesto specifico»..
Sotto l'impulso del suo gruppo di ricerca, questo tipo di metodo sta diventando comune nelle agenzie di aiuto allo sviluppo e presso la Banca Mondiale.

### Istruzione
La ricerca della tesi di Duflo ha esaminato il ritorno del mercato del lavoro all'istruzione attraverso l'analisi di un esperimento politico unico: un programma di costruzione di scuole di massa in Indonesia. Pubblicato sull'American Economic Review, lo studio ha dimostrato che i bambini esposti al programma (cioè che avevano dai 2 ai 6 anni nel 1974) ricevevano tra 0,12 e 0,19 anni in più di istruzione e avevano salari più alti in età adulta. L'articolo ha fornito alcune delle prime prove causali in un contesto di paesi in via di sviluppo che l'aumento dell'istruzione porta a un aumento dei salari.
Nei suoi lavori più riconosciuti, Duflo sfrutta le valutazioni d'impatto randomizzate per studiare interventi volti a migliorare i risultati educativi nei paesi in via di sviluppo.  Nel 2007, Duflo – insieme ai coautori Abhijit Banerjee, Shawn Cole e Leigh Linden – ha pubblicato uno studio sul Quarterly Journal of Economics che valutava un programma di educazione correttiva volto a migliorare i risultati di apprendimento di coloro che sono stati "lasciati indietro" nelle scuole indiane.  Hanno scoperto che il programma ha migliorato sostanzialmente i risultati dell'apprendimento, in contrasto con altri interventi come la fornitura di libri di testo. La loro ricerca ha incoraggiato la proliferazione del "Teaching at the Right Level (TaRL)", un programma educativo volto a migliorare i risultati dell'apprendimento fornendo un'istruzione mirata agli alunni delle scuole primarie in ritardo in matematica e lettura.

### Genere
In altri primi lavori, Duflo esamina il ruolo del genere nell'allocazione delle risorse all'interno della famiglia facendo leva su un altro shock politico unico: un forte aumento del valore delle pensioni di vecchiaia in Sudafrica nel 1991. Duflo mostra che nelle famiglie con donne anziane ("nonne"), l'aumento della pensione era associato a un aumento dell'indice di massa corporea delle ragazze giovani ("nipoti"). Per contro, essa non documenta alcun effetto del genere se l'unico beneficiario di rendita è un anziano (in prosieguo: il «nonno»). Questo risultato suggerisce che le ragazze possono trarre beneficio quando una percentuale maggiore delle risorse domestiche è controllata da membri femminili più anziani della famiglia.

### Microfinanza
Tra i lavori più citati di Duflo è una valutazione d'impatto randomizzata per testare gli effetti della microfinanza sui consumi e sul benessere delle famiglie.  La ricerca è stata una risposta diretta alla popolarità della microfinanza come strumento per eliminare la povertà globale e alla percezione di Duflo che il microcredito fosse celebrato come un intervento di sviluppo nonostante non ci fossero prove sistematiche sulla sua efficacia.  Insieme a Cynthia Kinnan, Abhijit Banerjee e Rachel Glennerster, Duflo ha collaborato con una società di microcredito di Hyderabad, in India, per condurre uno studio controllato randomizzato sugli effetti dell'espansione dell'accesso alla microfinanza sui risultati di sviluppo di interesse.  Ha scoperto che la microfinanza può consentire ad alcuni individui di avviare imprese o acquisire beni, ma ha trovato poche prove che la microfinanza abbia causato un aumento del consumo complessivo.  I risultati sono stati accolti negativamente nel settore della microfinanza,  e hanno ispirato diversi studi successivi sugli effetti della microfinanza in altri contesti geografici. Nel 2019, Rachael Meager – un'ex dottoranda di Duflo – ha pubblicato una meta-analisi della letteratura sull'American Economic Journal: Applied Economics, trovando poche prove che suggeriscano che la microfinanza aumenti i consumi o incoraggi la creazione di piccole imprese familiari.

## Vita privata
Esther Duflo è cittadina statunitense dal 2012. Parla inglese, tedesco e russo.
Ha sposato il suo ex professore del MIT, economista e accademico Abhijit Banerjee, nel 2015. La coppia ha due figli: Noémie, nata nel 2012, e Milan, nata nel 2014.
Proveniente da una famiglia di sinistra, si considera appartenente alla "sinistra pragmatica".

## Pubblicazioni
- (FR) Expérience, science et lutte contre la pauvreté, Parigi, Fayard, 2009,  p. 60, ISBN 978-2-213-64412-7.
- (FR) Esther Duflo, Le développement humain. Lutter contre la pauvreté (I), Parigi, Le Seuil / République des idées, 2010,  p. 104, ISBN 978-2-02-101474-7.
- (FR) Esther Duflo, La politique de l'autonomie. Lutter contre la pauvreté (II), Parigi, Le Seuil / République des idées, 2010,  p. 104, ISBN 978-2-02-101187-6.
- (FR) Abhijit V., Banerjee e Esther Duflo, Repenser la pauvreté, Parigi, Le Seuil / Les Livres du Nouveau Monde, 2012,  p. 422, ISBN 978-2-02-100554-7.

## Riconoscimenti
- 2002 - insignita dell'Elaine Bennett Research Prize dall'American Economic Association, che onora un'economista donna sotto i 40 anni che ha dato contributi eccezionali in qualsiasi campo della ricerca economica.
- 2005 - il think tank Cercle des économistes le ha conferito il premio come miglior giovane economista francese.
- 2008 - l'Economist ha elencato Duflo come uno dei primi otto giovani economisti del mondo.
- 2008 - la rivista americana Foreign Policy l'ha nominata come uno dei 100 migliori intellettuali pubblici del mondo.
- 2009 - nominata MacArthur Foundation Fellow, altrimenti nota come borsa di studio "genius".
- 2009 . membro dell'American Academy of Arts and Sciences.
- 2009 - selezionata come prima destinataria del Premio Internazionale Calvó-Armengol, che ha ricevuto il 4 giugno 2010. Il premio viene assegnato ogni due anni a un giovane ricercatore di alto livello in economia o scienze sociali per contributi alla teoria e alla comprensione dei meccanismi dell'interazione sociale.
- 2010 - ha ricevuto la John Bates Clark Medal per gli economisti sotto i 40 anni che hanno dato il contributo più significativo al pensiero e alla conoscenza economica.
- 2010 - inserita nella lista dei 40 Under 40 della rivista Fortune.
- 2010 - riceve il suo (primo) dottorato honoris causa dall'Université catholique de Louvain.

° 2010 - inserita nuovamente da Foreign Policy nella lista dei 100 migliori pensatori globali. 
- 2011 - nominata dalla rivista Time una delle 100 persone più influenti al mondo.
- 2012 - scelta dalla rivista Foreign Policy come uno dei 100 migliori pensatori globali.
- 2012 - ha condiviso la menzione d'onore del Gerald Loeb Award 2012 per il libro di business per l'economia povera con il coautore Abhijit Banerjee.
- 2013 - insignita del Premio Dan David per il suo contributo al progresso della "Medicina Preventiva"
- 2013 - premio John von Neumann dal Rajk László College for Advanced Studies.
- 2014 - vince l'Infosys Prize in Social Science-Economics per aver guidato "un importante cambiamento nell'economia dello sviluppo".
- 2015 - riceve il A.SK Social Sciences Award dal WZB Berlin Social Science Center, uno dei più grandi premi al mondo nel campo delle scienze sociali, dotato di 200.000 dollari.
- 2019 - dottorato honoris causa dall'Università Erasmus di Rotterdam.
- 2022 - Esther Duflo e Abhijit Banerjee hanno ricevuto il Golden Plate Award dell'American Academy of Achievement.